# Joel Gistedt
Joel Alf Ivar Gistedt, född 7 december 1987 i Uddevalla i Västra Götalands län, är en svensk före detta ishockeymålvakt. Gistedt spelade sina sista år i Kristianstads IK i Hockeyallsvenskan.

## Spelarkarriär
Gistedts talang visade sig redan i TV-pucken 2002, då han blev utsedd till "turneringens bästa målvakt".
Gistedt representerade Frölunda i flera juniorligor innan han som 18-åring sensationellt fick debutera i Elitserien 2005/2006 då målvakterna Tommy Salo och Mikael Sandberg var skadade. Gistedt höll nollan i debuten när Frölunda besegrade Djurgården med 3-0. Följande säsong petade han Frölundas förstamålvakt Tommy Salo och etablerade sig som en av Elitseriens bästa målvakter. Gistedt var även en nyckelprofil i det svenska juniorlandslag som blev fyra i JVM på hemmaplan 2007 och blev i NHL Entry Draft 2007 av Phoenix Coyotes vald i andra rundan, som 36:e namn och första målvakt totalt - av alla svenska NHL-målvakter är det endast Pelle Lindbergh och Jacob Markström som gått tidigare i draften.
Säsongen 2007/2008 blev dock en stor missräkning för Gistedt: efter flera tveksamma insatser, blev han i klubblaget petad av rutinerade Ari Ahonen och fick inte heller chansen i landslaget. Trots detta skrev han efter säsongen på ett treårskontrakt med Phoenix Coyotes.
Inför säsongen 2010/2011 skrev Gistedt på för allsvenska klubben Rögle BK. Efter att inte ha erbjudits nytt kontrakt inför säsongen 2012/2013 skrev Gistedt den 19 april 2012 på ett tvåårskontrakt med BIK Karlskoga.
27 juli 2016 skrev Gistedt på ett ettårskontrakt för Hockeyettan-klubben Kristianstads IK.

## Meriter
- SM-Guld: 2005 (tredjemålvakt)
- JSM-Guld: J18 2003/2004
- JSM-Guld: J20 2004/2005 (andramålvakt)
- JSM-Guld: J18 2004/2005 (förstamålvakt)
- JSM-Silver: J20 2005/2006 (förstamålvakt)
- JSM-Guld: J20 2006/2007 (förstamålvakt)
- Bäste målvakt TV-pucken 2002

## Klubbar
- Uddevalla HC  (moderklubb)
- Frölunda Indians 2003/2004-2007/2008
- Phoenix Coyotes, NHL / San Antonio Rampage, AHL / Arizona Sundogs, CHL 2008/2009
- Las Vegas Wranglers, ECHL 2009/2010
- Rögle BK 2010/2011-2011/2012
- BIK Karlskoga 2012/2013
- Leksands IF 2013/2014 - 2014/2015
- Brynäs IF 2014/2015 -
- BIK Karlskoga 2015/2016
- Kristianstads IK 2016/2017